# Ignazio di Antiochia
Ignazio di Antiochia, detto L'Illuminatore (35 circa – 107 circa), è stato un vescovo e teologo siro.
È venerato come santo dalla Chiesa cattolica e dalla Chiesa ortodossa, ed è annoverato fra i Padri della Chiesa e Padre Apostolico. Fu il secondo successore di Pietro come patriarca di Antiochia di Siria, terza città per grandezza del mondo antico mediterraneo.

## Biografia

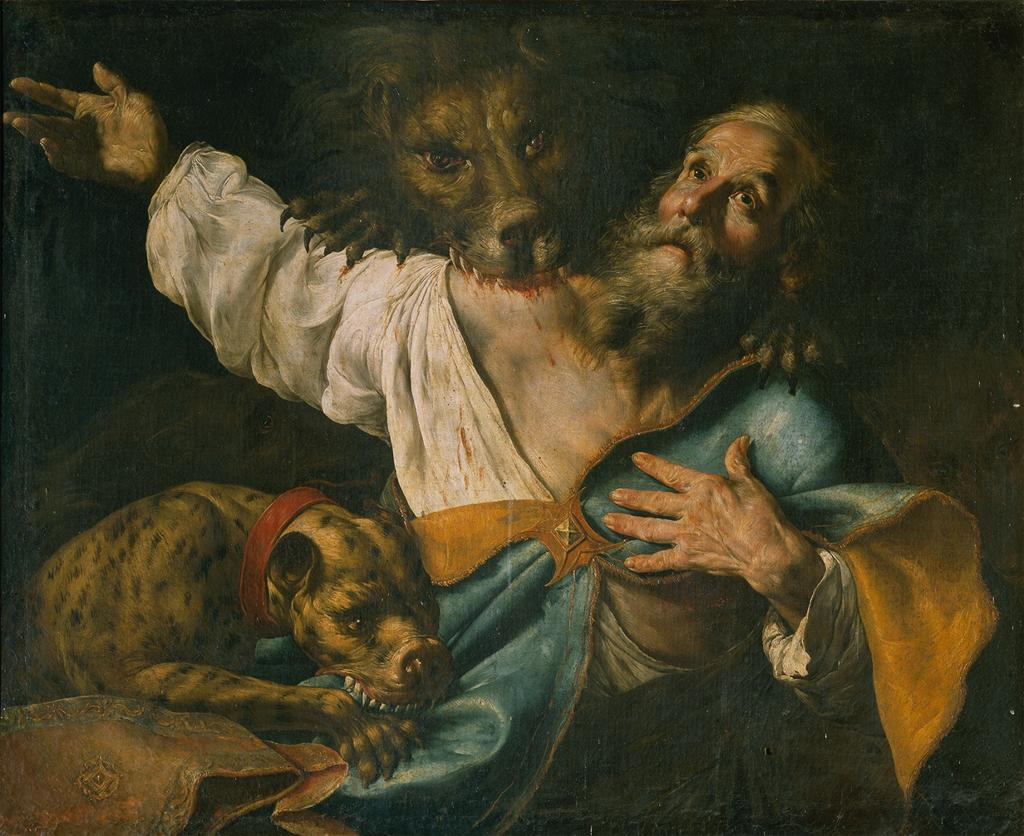
Cesare Fracanzano, Martirio di Sant' Ignazio di Antiochia, Roma Galleria Borghese

Crebbe in ambiente pagano; fu convertito in età adulta da san Giovanni evangelista. Secondo la tradizione, nel 69 fu nominato secondo successore di Pietro, dopo sant'Evodio, alla sede episcopale di Antiochia. Condannato ad bestias al Colosseo durante il regno dell'imperatore Traiano (98-117), fu imprigionato e condotto da Antiochia a Roma sotto la scorta di una pattuglia di soldati per esservi divorato dalle fiere.
Nel corso del viaggio da Antiochia a Roma scrisse sette lettere alle chiese che incontrava sul suo cammino o vicino ad esso. Esse ci sono rimaste e sono una testimonianza unica della vita della chiesa dell'inizio del II secolo. Le prime quattro lettere furono scritte da Smirne a tre comunità dell'Asia Minore, Efeso, Magnesia e Tralli, ringraziandole per le numerose dimostrazioni d'affetto testimoniate nei suoi travagli; con la quarta lettera supplicava i Romani di non impedire il suo martirio, inteso come desiderio di ripercorrere la vita e la passione di Gesù: «Com'è glorioso essere un sole al tramonto, lontano dal mondo, verso Dio. Possa io elevarmi alla tua presenza».
Partito da Smirne, Ignazio giunse nella Troade, dove scrisse altre tre lettere: alla chiesa di Filadelfia e a quella di Smirne, chiedendo che i fedeli si congratulassero con la comunità d'Antiochia, che aveva sopportato con coraggio le persecuzioni ora ivi concluse. Scrisse anche a Policarpo, vescovo di Smirne, aggiungendovi interessanti direttive per l'esercizio della funzione episcopale, consigliandogli di «tenere duro come l'incudine sotto il martello».
Le sue lettere esprimono calde parole d'amore a Cristo e alla Chiesa. Appare per la prima volta l'espressione "Chiesa cattolica", che è ritenuta un neologismo creato da lui. Le Lettere di Ignazio sono una finestra aperta per conoscere le condizioni e la vita della chiesa del suo tempo. In particolare appare per la prima volta nelle sue lettere la concezione tripartita del ministero cristiano: vescovo, presbiteri, diaconi. Ignazio auspicava una nuova organizzazione della chiesa cristiana in cui un solo vescovo presiedesse “al posto di Dio” («Episcopum sequimini ut Jesum Christum»). Questo vescovo avrebbe esercitato l'autorità su molti sacerdoti. Tali idee influenzarono e stimolarono l'elaborazione teologica successiva.
Inoltre il vescovo di Antiochia fu uno dei primi a differenziare il χριστιανισμός (cristianismos) dallo ἰουδαισμός (ioudaismos), mostrando una rottura con l'ambiente giudaico. Bisogna tenere in conto che tale rottura non fu omogenea in tutte le comunità paleocristiane, dove la componente giudaica era ancora importante nella formazione della nuova religione, come ad esempio a Roma, sebbene la completa carenza di documentazione in argomento impedisca una datazione precisa.
Altro tema significativo è la confessione della vera umanità di Cristo contro i docetisti, i quali sostenevano che l'incarnazione del Figlio di Dio fosse stata solo apparente. Quando parla della morte di Cristo «per noi» è soprattutto interessato a confermare, contro i docetisti, la realtà della sua passione (Sm. 2): si capisce che egli conosce il significato sacrificale ed anche espiatorio della morte di Cristo e, in forza del suo fortissimo desiderio di imitarlo, si spinge ad intravedere un valore analogo anche nella propria morte (Rom. 4,2; Pol. 2,3). La spiritualità del martirio, proprio da Ignazio di Antiochia in poi, si era nutrita dell'opposizione ai docetisti, perché il negare l'umanità di Cristo e la sua effettiva passione vanificavano l'eroismo dei martiri che, nella loro carne, proprio quella passione imitavano.
Raggiunta Roma dopo il faticoso viaggio, Ignazio subì il martirio nell'Urbe nel decimo anno del regno di Traiano (107), secondo la notizia riferita da Eusebio. Fu esposto alle fiere durante i festeggiamenti in onore dell'imperatore Traiano, vincitore in Dacia.Eusebio di Cesarea, nel Chronicon, trattando dell'anno 107/08, scrive che Ignazio, vescovo di Antiochia, fu portato a Roma ed esposto alle fiere; per cui anche San Girolamo scrive, nel De viris illustribus, che Ignazio subì il martirio nel'undicesimo anno dell'imperatore Traiano (che corrisponde al 107-08);

## Culto
Le sue ossa furono raccolte da alcuni fedeli e ricondotte ad Antiochia, dove furono sepolte nel cimitero della chiesa fuori della Porta di Dafne.
A seguito dell'invasione saracena, le reliquie furono ricondotte a Roma e lì sepolte nel 637 presso la basilica di San Clemente al Laterano dove tuttora riposano. Una parte del cranio è custodita nella chiesa di Sant'Ignazio d'Antiochia, situata nella periferia sud di Roma. La Chiesa cattolica celebra la sua festa il 17 ottobre o il 1º febbraio nella messa tridentina, quella copto ortodossa il 2 gennaio (24 Kiahk).

## Lettere
Sono giunte sino a noi sette lettere autentiche di Ignazio, riportate dallo storico cristiano Eusebio di Cesarea nella sua Storia Ecclesiastica:
- Lettera di Ignazio agli Efesini;
- Lettera di Ignazio ai Magnesiaci;
- Lettera di Ignazio ai Tralliani;
- Lettera di Ignazio ai Romani;
- Lettera di Ignazio ai Filadelfiesi;
- Lettera di Ignazio agli Smirnesi;
- Lettera di Ignazio a Policarpo;

Altre lettere sono state attribuite ad Ignazio, ma gli esegeti odierni le considerano dei falsi risalenti al V secolo ed il loro autore è comunemente identificato come Pseudo-Ignazio:
- Lettera di Ignazio ai Tarsiani;
- Lettera di Ignazio agli Antiocheni;
- Lettera di Ignazio a Erone di Antiochia;
- Lettera di Ignazio ai Filippesi;
- Lettera di Maria la Proselite ad Ignazio;
- Lettera di Ignazio a Maria di Neapolis;
- Prima Lettera di Ignazio a San Giovanni Apostolo;
- Seconda Lettera di Ignazio a San Giovanni Apostolo;
- Lettera di Ignazio alla Vergine Maria;